# Station Koszalin
Station Koszalin is een spoorwegstation in de Poolse plaats Koszalin (district Koszalin). Het station telt 2 perrons.